# Настольный теннис на летних Азиатских играх 1974
Соревнования по настольному теннису на летних Азиатских играх 1974 проходили с 8 по 15 сентября.

## Общий медальный зачёт
| Место | Страна           | Золото | Серебро | Бронза | Всего |
| ----- | ---------------- | ------ | ------- | ------ | ----- |
| 1     | Китай            | 6      | 1       | 2      | 9     |
| 2     | Япония           | 1      | 3       | 2      | 6     |
| 3     | Республика Корея | 0      | 3       | 0      | 3     |
| 4     | КНДР             | 0      | 0       | 3      | 3     |
| Всего | Всего            | 7      | 7       | 7      | 21    |

## Медалисты
| Дисциплина               | Золото                                                              | Серебро                                                                                 | Бронза                                                            |
| ------------------------ | ------------------------------------------------------------------- | --------------------------------------------------------------------------------------- | ----------------------------------------------------------------- |
| Мужчины Одиночный разряд | Лян Гэлян Китай                                                     | Мицуру Коно Япония                                                                      | Юн Чхоль КНДР                                                     |
| Мужчины Парный разряд    | Япония · Нобухико Хасэвага · Мицуру Коно                            | Китай · Ли Чжэньши · Лян Гэлян                                                          | Китай · Си Эньтин · Сюй Шаофа                                     |
| Мужчины Командный разряд | Китай · Ли Чжэньши · Лян Гэлян · Си Эньтин · Сюй Шаофа · Цзэн Босюн | Япония · Нобухико Хасэвага · Мицуру Коно · Кэндзи Кояма · Масаюки Кудзэ · Такаси Тамура | КНДР · Чо Ён Хо · Кон Джэ Гю · О Сун Сам · Юн Чхоль               |
| Женщины Одиночный разряд | Чжан Ли Китай                                                       | Чон Хён Сук Республика Корея                                                            | Ху Юйлань Китай                                                   |
| Женщины Парный разряд    | Китай · Чжан Ли · Чжэн Хуаин                                        | Япония · Томиэ Эдано · Юкиэ Одзэки                                                      | КНДР · Ким Чан Э · Пак Ён Сун                                     |
| Женщины Командный разряд | Китай · Ху Юйлань · Хуан Сипин · Чжан Ли · Чжэн Хуаин               | Республика Корея · Чон Хён Сук · Ким Джин Хи · Ким Сун Ок · Ли Алиэса                   | Япония · Томиэ Эдано · Юкиэ Одзэки · Фумико Синпо · Сёко Такахаси |
| Смешанный разряд         | Китай · Лян Гэлян · Чжэн Хуаин                                      | Республика Корея · Кан Мун Су · Ким Сун Ок                                              | Япония · Мицуру Коно · Томиэ Эдано                                |